# Associazione Calcio Perugia 1994-1995
Questa voce raccoglie le informazioni l'Associazione Calcio Perugia nelle competizioni ufficiali della stagione 1994-1995.

## Stagione
Dopo la scorsa promozione in Serie B il Perugia nella stagione 1994-1995 disputa il campionato cadetto, sempre affidato al tecnico Ilario Castagner. L'attuale è il primo campionato di Serie B che assegna tre punti alla vittoria, nel tentativo di togliere valore ai pareggi ed incentivare la ricerca sempre della vittoria sui campi di gioco, il Perugia lo aveva già sperimentato nel campionato scorso, vinto in Serie C1. Da neo promossa il Perugia inizia bene il torneo, al termine del girone di andata è terzo con 29 punti. Poi una leggera flessione ha impedito ai grifoni di giocarsi la promozione fino al termine. Dopo la sconfitta col Palermo (1-0) a metà marzo, viene sostituito il tecnico della scorsa promozione, sostituito dal suo vice allenatore Mauro Viviani, senza però riuscire a inserirsi nella volata che portava alla promozione, staccati qualche punto dalle altre contendenti. Si è confermato anche in Serie B il bomber Giovanni Cornacchini, che ha ripetuto nella categoria superiore, lo stesso risultato ottenuto lo scorso torneo in Serie C1, di arrivare a 20 reti in campionato. Nella Coppa Italia gli umbri superano il primo turno eliminando il Verona, poi nel doppio confronto del secondo turno cedono il passo al Parma.

## Rosa
| N. |                   | Ruolo | Calciatore           |
| -- | ----------------- | ----- | -------------------- |
|    | Italia (bandiera) | D     | Gianluca Atzori      |
|    | Italia (bandiera) | D     | Massimo Beghetto     |
|    | Italia (bandiera) | P     | Simone Braglia       |
|    | Italia (bandiera) | D     | Andrea Camplone      |
|    | Italia (bandiera) | C     | Luca Cavallo         |
|    | Italia (bandiera) | D     | Alberto Conti        |
|    | Italia (bandiera) | A     | Giovanni Cornacchini |
|    | Italia (bandiera) | A     | Massimiliano Corrado |
|    | Italia (bandiera) | D     | Giacomo Dicara       |
|    | Italia (bandiera) | D     | Walter Dondoni       |
|    | Italia (bandiera) | C     | Luca Evangelisti     |
|    | Italia (bandiera) | P     | Paolo Fabbri         |

| N. |                   | Ruolo | Calciatore              |
| -- | ----------------- | ----- | ----------------------- |
|    | Italia (bandiera) | A     | Marco Ferrante          |
|    | Italia (bandiera) | A     | Francesco Fiori         |
|    | Italia (bandiera) | A     | Stefano Gioacchini      |
|    | Italia (bandiera) | C     | Federico Giunti         |
|    | Italia (bandiera) | D     | Paolo Grossi            |
|    | Italia (bandiera) | A     | Cristiano Lucarelli     |
|    | Italia (bandiera) | C     | Gianfranco Matteoli     |
|    | Italia (bandiera) | A     | Vincenzo Mazzeo         |
|    | Italia (bandiera) | C     | Rocco Pagano            |
|    | Italia (bandiera) | C     | Pasquale Domenico Rocco |
|    | Italia (bandiera) | D     | Antonio Sconziano       |
|    | Italia (bandiera) | C     | Renzo Tasso             |

## Risultati

### Campionato

#### Girone di andata
| Arbitro: | Bettin (Padova) |

|              |           |             |
| Matteoli 15’ | Marcatori | 87’ Inzaghi |

| Arbitro: | Pairetto (Nichelino) |

|                   |           |           |
| Albino 42’ (rig.) | Marcatori | 43’ Rocco |

| Arbitro: | Lana (Torino) |

|              |           |            |
| Bierhoff 51’ | Marcatori | 62’ Pagano |

| Arbitro: | Gronda (Genova) |

|           |           |                       |
| Fiori 44’ | Marcatori | 65’ Strada 81’ Pisano |

| Arbitro: | Farina (Novi Ligure) |

|  |           |                 |
|  | Marcatori | 57’ M. Ferrante |

| Arbitro: | Trentalange (Torino) |

|                 |           |  |
| Cornacchini 22’ | Marcatori |  |

| Perugia 16 ottobre 1994 7ª giornata | Perugia         | 0 – 0 | Fidelis Andria | Stadio Renato Curi\| Arbitro: \| Treossi (Forlì) \| |
| Arbitro:                            | Treossi (Forlì) |       |                |                                                     |

| Verona 23 ottobre 1994 8ª giornata | Verona          | 0 – 0 | Perugia | Stadio Marcantonio Bentegodi\| Arbitro: \| Pacifici (Roma) \| |
| Arbitro:                           | Pacifici (Roma) |       |         |                                                               |

| Perugia 30 ottobre 1994 9ª giornata | Perugia           | 0 – 0 | Atalanta | Stadio Renato Curi\| Arbitro: \| Beschin (Legnago) \| |
| Arbitro:                            | Beschin (Legnago) |       |          |                                                       |

| Arbitro: | Trentalange (Torino) |

|                               |           |  |
| D. Pellegrini 11’ Cerbone 70’ | Marcatori |  |

| Arbitro: | D. Messina (Bergamo) |

|                                              |           |             |
| Cornacchini 48’ (rig.) Pagano 61’ Dicara 63’ | Marcatori | 79’ Bonaldi |

| Arbitro: | Brignoccoli (Ancona) |

|                   |           |                        |
| Atzori 25’ (aut.) | Marcatori | 82’ (rig.) Cornacchini |

| Arbitro: | Arena (Ercolano) |

|            |           |  |
| Giunti 21’ | Marcatori |  |

| Como 11 dicembre 1994 14ª giornata | Como            | 0 – 0 | Perugia | Stadio Giuseppe Sinigaglia\| Arbitro: \| Dinelli (Lucca) \| |
| Arbitro:                           | Dinelli (Lucca) |       |         |                                                             |

| Perugia 18 dicembre 1994 15ª giornata | Perugia           | 0 – 0 | Cosenza | Stadio Renato Curi\| Arbitro: \| Bonfrisco (Monza) \| |
| Arbitro:                              | Bonfrisco (Monza) |       |         |                                                       |

| Arbitro: | Rosica (Roma) |

|  |           |            |
|  | Marcatori | 49’ Giunti |

| Arbitro: | Lana (Torino) |

|                 |           |              |
| Cornacchini 64’ | Marcatori | 10’ M. Rossi |

| Acireale 15 gennaio 1995 18ª giornata | Acireale         | 0 – 0 | Perugia | Stadio Tupparello\| Arbitro: \| Arena (Ercolano) \| |
| Arbitro:                              | Arena (Ercolano) |       |         |                                                     |

| Arbitro: | Bazzoli (Merano) |

|                              |           |  |
| M. Ferrante 40’ Matteoli 49’ | Marcatori |  |

#### Girone di ritorno
| Arbitro: | Cardona (Milano) |

|            |           |  |
| Turrini 3’ | Marcatori |  |

| Arbitro: | Quartuccio (Torre Annunziata) |

|              |           |              |
| Beghetto 29’ | Marcatori | 35’ Rastelli |

| Arbitro: | Franceschini (Bari) |

|                                 |           |          |
| Cornacchini 20’, 89’ Dicara 22’ | Marcatori | 17’ Favo |

| Arbitro: | Bettin (Padova) |

|               |           |  |
| Ricchetti 35’ | Marcatori |  |

| Arbitro: | Cardona (Milano) |

|                                   |           |             |
| Cornacchini 45’ (rig.) Giunti 68’ | Marcatori | 66’ Moretto |

| Arbitro: | Bonfrisco (Monza) |

|             |           |  |
| Taccola 90’ | Marcatori |  |

| Arbitro: | Racalbuto (Gallarate) |

|             |           |            |
| Morello 36’ | Marcatori | 46’ Pagano |

| Arbitro: | Dinelli (Lucca) |

|                                        |           |                                           |
| Giunti 10’, 43’ Cornacchini 77’ (rig.) | Marcatori | 28’, 68’, 90’ Cammarata 61’ F. Fermanelli |

| Arbitro: | Cesari (Genova) |

|                               |           |                                   |
| Morfeo 54’ Saurini 57’ (rig.) | Marcatori | 64’ Giunti 88’ (rig.) Cornacchini |

| Arbitro: | De Prisco (Nocera Inferiore) |

|                            |           |  |
| Pagano 14’ Cornacchini 47’ | Marcatori |  |

| Arbitro: | D. Messina (Bergamo) |

|             |           |                                                         |
| Bonaldi 28’ | Marcatori | 14’ M. Ferrante 50’ Giunti 68’ Cornacchini 76’ Matteoli |

| Arbitro: | Gronda (Genova) |

|                        |           |                 |
| Cornacchini 81’ (rig.) | Marcatori | 34’ Piangerelli |

| Pescara 30 aprile 1995 32ª giornata | Pescara            | 0 – 0 | Perugia | Stadio Adriatico\| Arbitro: \| De Santis (Tivoli) \| |
| Arbitro:                            | De Santis (Tivoli) |       |         |                                                      |

| Arbitro: | Pellegrino (Barcellona Pozzo di Gotto) |

|                                                             |           |  |
| Cornacchini 50’ (rig.), 66’, 72’ (rig.), 74’ Rocco 58’, 77’ | Marcatori |  |

| Cosenza 14 maggio 1995 34ª giornata | Cosenza             | 0 – 0 | Perugia | Stadio San Vito\| Arbitro: \| Franceschini (Bari) \| |
| Arbitro:                            | Franceschini (Bari) |       |         |                                                      |

| Arbitro: | Rodomonti (Teramo) |

|                 |           |  |
| Cornacchini 56’ | Marcatori |  |

| Arbitro: | Bolognino (Milano) |

|                                    |           |            |
| Murgita 3’, 61’, 62’ Gasparini 22’ | Marcatori | 10’ Mazzeo |

| Arbitro: | Beschin (Legnago) |

|                                   |           |                         |
| Mazzeo 38’ Cornacchini 73’ (rig.) | Marcatori | 43’ Lucidi 60’ Pistella |

| Arbitro: | Borriello (Mantova) |

|                                                   |           |                                 |
| Caccia 59’ (rig.) Artistico 67’, 73’ Catanese 90’ | Marcatori | 12’ Mazzeo 57’, 60’ Cornacchini |

### Coppa Italia
| Arbitro: | Braschi (Prato) |

|                            |           |  |
| M. Ferrante 8’ Dondoni 40’ | Marcatori |  |

| Arbitro: | Rodomonti (Teramo) |

|                               |           |  |
| Zola 15’ Branca 16’, 19’, 26’ | Marcatori |  |

| Arbitro: | Arena (Ercolano) |

|                   |           |  |
| G. Pin 40’ (aut.) | Marcatori |  |